# Ветеринарія
Ветеринарія (від лат. veterinarius — той, що лікує худобу) — комплекс наук, що вивчають хвороби тварин, методи запобігання хворобам і лікування їх, питання підвищення продуктивності тварин, методи захисту людей від зоонозів. 

## Термін
Найменування галузі знань (назва: «Ветеринарія») в галузі наук «Ветеринарні науки».
Під поняттям «Ветеринарія» також часто називається засоби держави, спрямовані на збереження здоров'я тварин.

## Предмет
Ветеринарія займається лікуванням переважно свійських, рідше диких тварин.
Вчених та практиків, що працюють у галузі ветеринарії, називають ветеринарами.
«Медицина лікує людину, а ветеринарія зберігає людство»   
Цими словами відомий ветеринарний лікар і публіцист Євсеєнко Сергій Степанович характеризував значення галузі знань «Ветеринарія».
Ветеринарний лікар виконує головне завдання — недопущення захворювання тварин і людей.
Ветеринарна служба займається не тільки лікувальною роботою, але й профілактикою, інспектуванням всіх переробних підприємств, ринків, великих і малих свиноферм, птахоферм, молокопереробних підприємств.

## Ветеринарні спеціальності
- ветеринарна медицина (за видами)
- ветеринарно-санітарна експертиза, якість та безпека продукції тваринництва
- ветеринарна фармація
- ветеринарна гігієна та санітарія
- лабораторна діагностика хвороб тварин
- ветеринарна біотехнологія

## Деякі науки, що мають застосування й у ветеринарії
- Анатомія
- Гістологія
- Фізіологія
- Фармакологія
- Епізоотологія
- Токсикологія
- Терапія
- Акушерство
- Хірургія
- Паразитологія

### Журнали
- Veterinary Journal
- Journal of Veterinary Internal Medicine
- Veterinary Research
- Veterinary Surgery
- Journal of Veterinary Emergency and Critical Care
- Veterinary Anaesthesia and Analgesia
- Veterinary Radiology and Ultrasound
- Annual Review of Animal Biosciences
- Research in Veterinary Science
- Journal of the American Veterinary Medical Association
- Veterinary Research Communications
- Journal of Veterinary Cardiology
- Veterinary Microbiology
- Veterinary Pathology
- Veterinary Parasitology
- Veterinary and Comparative Orthopaedics and Traumatology
- Veterinary and Comparative Oncology
- Medical and Veterinary Entomology
- Journal of Fish Diseases
- Animal Bioscience
- Animals